# Smilax luei
Smilax luei är en enhjärtbladig växtart som beskrevs av Tetsuo Michael Koyama. Smilax luei ingår i släktet Smilax och familjen Smilacaceae. Inga underarter finns listade.